# Mirkovci (Pirot)
Pour les articles homonymes, voir Mirkovci.
Mirkovci (en serbe cyrillique : Мирковци) est un village de Serbie situé dans la municipalité de Pirot, district de Pirot. Au recensement de 2011, il comptait 10 habitants.

## Démographie
| 1948 | 1953 | 1961 | 1971 | 1981 | 1991 | 2002 | 2011 |
| ---- | ---- | ---- | ---- | ---- | ---- | ---- | ---- |
| 284  | 272  | 201  | 155  | 94   | 46   | 20   | 10   |

|  |